# Artois
Artois var frem til 1789 en fransk provins og et historisk grevskab i det nordlige Frankrig. Grænserne og omfanget har varieret i tidens løb da forskellige landområder på skift har tilhørt Artois og de tilgrænsende grevskaber Boulonnais og Flandern. Traditionelt regnes Artois' areal til et område på ca. 4000 km² som i dag rummer omkring en million indbyggere. De vigtigste byer er Arras, Saint-Omer, Lens og Béthune.
Artois ligger centralt i departementet Pas-de-Calais, hvor de vestlige dele udgjorde dele af Boulonnais. Artois dækker også de vestlige dele af et kulfelt som strækker sig mod øst gennem det tilgrænsende departementet Nord og videre ind i Belgien.

## Historie
I den galliske periode blev området kaldt Atrebatien, atrebaternes land med Nemetocenna som hovedstad (nutidens Arras).
Artois udgjorde en del af grevskabet Flandern, før det i 1180 blev annekteret af Frankrig og i 1237 omdannet til et fransk grevskab. I 1384 blev det en del af Burgund og blev ikke tilbageført til Frankrig før i 1659.
I anden halvdel af 1800-tallet gennemgik Artois en hurtig industriel udvikling takket være sin rigelige forekomst af kul. Under første verdenskrig gik vestfronten tværs gennem Artois som blev udsat for enorme ødelæggelser. I senere tid har Artois oplevet en nedgang, ligesom andre regioner som har haft betydelig kulindustri.
50°30′N 2°30′Ø / 50.5°N 2.5°Ø